# Magdy Tolba
Magdy Tolba (en arabe : مجدي طلبه), né le 24 février 1964 en Égypte, est un footballeur international égyptien qui évoluait au poste de milieu de terrain. Il est aujourd'hui entraîneur.

## Biographie
Il a joué notamment durant sa carrière pour les clubs égyptiens de Zamalek (1986-1989), d'Al Ahly SC (1995-1998), et d'Ismaily SC (1998-1999), ainsi qu'en Grèce (PAOK Salonique entre 1989 et 1993), en Bulgarie (Levski Sofia en 1994) et à Chypre (Famagouste pour la saison 1994-95).

## Palmarès

### Joueur
Avec Zamalek

2 Championnats d'Égypte

1 Coupe d'Égypte

2 Ligue des champions de la CAF

1 Coupe d'Égypte Afro-asiatique

Avec Al Ahly

2 Championnats d'Égypte

1 Ligue des champions de la CAF

2 Supercoupes arabes

Avec Anorthosis Famagouste

1 Championnat de Chypre 